# L'Époque (1937)
Pour les articles homonymes, voir L'Époque.
L'Époque est un quotidien français créé en 1937 par Henry Simond (d) . Interrompue en juin 1940, sa publication reprend en mai 1945.

## Histoire
Le 9 juin 1937, paraît le premier numéro de L'Époque. La rédaction est formée d'anciens journalistes de L’Écho de Paris.
Fondé avec peu de moyens financiers et humains, L'Époque procède régulièrement à des souscriptions pour assurer sa trésorerie.
À la mort d'Henry Simond, le 24 juillet 1937, André Pironneau et Henri de Kérillis prennent le titre de co-directeurs tandis que Raymond Cartier devient rédacteur en chef.
Son positionnement politique, conservateur mais résolument hostile au nazisme, lui attire un nombre limité de lecteurs. Le tirage atteint 92 000 exemplaires au début de 1938.
Au lendemain de l'Anschluss, en mars 1938, L'Époque est le seul quotidien français à envisager sérieusement la possibilité d'une guerre contre le Troisième Reich. Il s'oppose aux accords de Munich de septembre 1938.
Interrompue le 10 juin 1940, en raison de l'entrée de l'armée allemande à Paris, sa publication reprend, le 3 mai 1945 avec pour sous-titre « Sabordée en juin 1940 ».
Le journal cesse définitivement de paraître vers 1949, absorbé par L'Aurore.

## Collaborateurs notoires
- Henri de Kérillis
- André Pironneau (d)
- Jean-Louis Vigier
- Gérard Bauër
- Roger Giron (d)
- Henry Bordeaux
- Jean-Jacques Gautier
- Louis-Gabriel Robinet
- Raymond Cartier
- Jean Sennep